# Феррель, Леонардо
Леона́рдо Ферре́ль (исп. Leonardo Ferrel, 7 июля 1923 — дата смерти неизвестна) — боливийский футболист, полузащитник, участник трёх чемпионатов Южной Америки и чемпионата мира 1950 года.

## Карьера

### Клубная
Леонардо Феррель выступал за клуб «Стронгест» из столицы Боливии.

### В сборной
В составе сборной участвовал в ЧЮА-1946, ЧЮА-1947 и ЧЮА-1949. 26 февраля 1950 в товарищеском матче против сборной Чили отметился забитым мячом. Принял участие в чемпионате мира 1950 года в Бразилии, где команда Боливии провела всего один матч.
| Матчи и голы Леонардо Ферреля за сборную Боливии | Матчи и голы Леонардо Ферреля за сборную Боливии | Матчи и голы Леонардо Ферреля за сборную Боливии | Матчи и голы Леонардо Ферреля за сборную Боливии | Матчи и голы Леонардо Ферреля за сборную Боливии | Матчи и голы Леонардо Ферреля за сборную Боливии | Матчи и голы Леонардо Ферреля за сборную Боливии |
| ------------------------------------------------ | ------------------------------------------------ | ------------------------------------------------ | ------------------------------------------------ | ------------------------------------------------ | ------------------------------------------------ | ------------------------------------------------ |
| №                                                | Дата                                             | Место проведения                                 | Соперник                                         | Счёт                                             | Голы                                             | Турнир                                           |
| 1                                                | 16 января 1946                                   | Буэнос-Айрес, Аргентина                          | Бразилия                                         | 0:3                                              | -                                                | Чемпионат Южной Америки по футболу 1946          |
| 2                                                | 8 февраля 1946                                   | Буэнос-Айрес, Аргентина                          | Чили                                             | 1:4                                              | -                                                | Чемпионат Южной Америки по футболу 1946          |
| 3                                                | 4 декабря 1947                                   | Гуаякиль, Эквадор                                | Аргентина                                        | 0:7                                              | -                                                | Чемпионат Южной Америки по футболу 1947          |
| 4                                                | 18 декабря 1947                                  | Гуаякиль, Эквадор                                | Парагвай                                         | 1:3                                              | -                                                | Чемпионат Южной Америки по футболу 1947          |
| 5                                                | 30 декабря 1947                                  | Гуаякиль, Эквадор                                | Чили                                             | 3:4                                              | -                                                | Чемпионат Южной Америки по футболу 1947          |
| 6                                                | 5 января 1948                                    | Лима, Перу                                       | Венесуэла                                        | 2:2                                              | -                                                | Боливарские игры 1948                            |
| 7                                                | 8 января 1948                                    | Лима, Перу                                       | Перу                                             | 0:1                                              | -                                                | Боливарские игры 1948                            |
| 8                                                | 6 апреля 1949                                    | Сан-Паулу, Бразилия                              | Чили                                             | 3:2                                              | -                                                | Чемпионат Южной Америки по футболу 1949          |
| 9                                                | 10 апреля 1949                                   | Сан-Паулу, Бразилия                              | Бразилия                                         | 1:10                                             | -                                                | Чемпионат Южной Америки по футболу 1949          |
| 10                                               | 27 апреля 1949                                   | Сантус, Бразилия                                 | Перу                                             | 0:3                                              | -                                                | Чемпионат Южной Америки по футболу 1949          |
| 11                                               | 30 апреля 1949                                   | Рио-де-Жанейро, Бразилия                         | Парагвай                                         | 0:7                                              | -                                                | Чемпионат Южной Америки по футболу 1949          |
| 12                                               | 6 мая 1949                                       | Рио-де-Жанейро, Бразилия                         | Колумбия                                         | 4:0                                              | -                                                | Чемпионат Южной Америки по футболу 1949          |
| 13                                               | 26 февраля 1950                                  | Ла-Пас, Боливия                                  | Чили                                             | 2:0                                              | 1                                                | Товарищеский матч                                |
| 14                                               | 12 марта 1950                                    | Сантьяго, Чили                                   | Чили                                             | 0:5                                              | -                                                | Товарищеский матч                                |
| 15                                               | 2 июля 1950                                      | Белу-Оризонти, Бразилия                          | Уругвай                                          | 0:8                                              | -                                                | ЧМ-1950                                          |

Итого: 15 матчей / 1 гол; 3 победы, 1 ничья, 11 поражений.